# Wojciech Dzierzgowski (polityk)
Wojciech Dzierzgowski (ur. 24 stycznia 1967 w Łomży) – polski polityk, inżynier, urzędnik samorządowy, w latach 2008–2015 wicewojewoda podlaski.

## Życiorys
Ukończył studia z zakresu inżynierii rolnictwa na Akademii Rolniczo-Technicznej w Olsztynie. Na tej samej uczelni uzyskał tytuł zawodowy magistra w zakresie zarządzania i marketingu w agrobiznesie. Odbył studia podyplomowe z zakresu europejskiej integracji gospodarczej na Wydziale Ekonomicznym Uniwersytetu w Białymstoku oraz z zakresu szacowania nieruchomości na Wydziale Geodezji i Gospodarki Przestrzennej Uniwersytetu Warmińsko-Mazurskiego.
Pracował m.in. w Wojewódzkim Podlaskim Ośrodku Doradztwa Rolniczego w Szepietowie, prowadził własną firmę zajmującą się doradztwem w zakresie działalności związanej z działalnością gospodarczą. Był także zatrudniony w oddziale regionalnym Agencji Restrukturyzacji i Modernizacji Rolnictwa jako pełnomocnik prezesa i dyrektor oddziału. W Starostwie Powiatowym w Łomży pełnił funkcję sekretarza powiatu, a także pełnomocnika ochrony informacji niejawnych, pełnomocnika ds. informatyzacji i doradcy etycznego. Później powrócił do prowadzenia własnej działalności gospodarczej.
30 stycznia 2008 został powołany na stanowisko wicewojewody podlaskiego. Działacz Polskiego Stronnictwa Ludowego, w 2008 został prezesem zarządu wojewódzkiego tej partii, pełnił tę funkcję do 2015, kiedy to zastąpił go Mieczysław Baszko.
Z listy PSL kandydował w 2001 i w 2011 do Sejmu, w 2004 i w 2014 do Parlamentu Europejskiego oraz w 2006 i w 2014 do sejmiku województwa podlaskiego, nie uzyskując mandatów. W 2014 kandydował także na prezydenta Łomży, zajmując 4. miejsce spośród 7 kandydatów.
W 2015 prokurator przedstawił mu zarzuty związane z oświadczeniami majątkowymi. 30 kwietnia tego samego roku odwołany ze stanowiska wicewojewody. W listopadzie 2015 został prawomocnie uniewinniony od zarzutów dotyczących nieprawidłowości przy składaniu oświadczeń majątkowych, jak również prawomocnie warunkowo umorzono wobec niego postępowanie w zakresie przedłożenia nierzetelnych dokumentów na potrzeby postępowania kredytowego.

## Odznaczenia
Odznaczony Srebrną Odznaką „Zasłużony dla Ochrony Przeciwpożarowej” (2010)